# Ostfriesenfeuer
Ostfriesenfeuer ist ein deutscher Fernsehkrimi von Marcus O. Rosenmüller aus dem Jahr 2023 mit Picco von Groote, Christian Erdmann, Barnaby Metschurat und Kai Maertens in den Rollen der Ermittler sowie Marie Schöneburg, Andreas Euler, Patrick von Blume, Tanja Schleiff, Laurids Schürmann, Sophie Pfennigstorf und Michael Fritz Schumacher als Haupt-Gaststars dieser Folge. Die Episode basiert auf dem gleichnamigen Roman von Klaus-Peter Wolf und ist der achte Film der ZDF-Reihe Ostfrieslandkrimis. 
Die deutsche Erstausstrahlung des Films erfolgte am 27. Mai 2023 im ZDF, online war die Folge ab dem 20. Mai 2023 abrufbar.

## Handlung
Kriminalhauptkommissarin Ann Kathrin Klaasen und ihr Kollege Frank Weller haben gerade geheiratet und feiern am Strand beim alljährlichen Martinsfeuer mit. Am nächsten Morgen findet sich in der Asche des Feuers eine verkohlte Leiche. Zahnimplantate und eine Vermisstenmeldung lassen darauf schließen, dass es sich dabei um Christoph Willbrandt handelt.
Klaasen und Weller beginnen sofort mit den Ermittlungen, obwohl sie eigentlich in die Flitterwochen fahren wollten. Der erste Weg führt zu Bernd Küppers, der für das Errichten des Brandmaterials mit verantwortlich war. Er gibt an, einen Mann gesehen zu haben, der einen blauen Lieferwagen gefahren habe. Dieser habe sich sehr verdächtig benommen. Da er aber erst vor drei Monaten hierher gezogen sei, kenne er ihn leider nicht. Danach befragen die Ermittler Ulrike Willbrandt, die zugibt, nicht sehr gut auf ihren Exmann zu sprechen gewesen zu sein. Sie gibt ihm die Mitschuld am Tod ihrer neunzehnjährigen Tochter, die bei einer Party an einem Drogenmix gestorben war.
Inzwischen kann der Fahrer des blauen Lieferwagens als der Dealer „Pik“ ermittelt werden, der in Panik auf Klaasens Vorgesetzten einsticht und ihn schwer verletzt. Nach seiner Festnahme bestreitet der junge Mann, an dem Abend Brandmaterial für das Feuer geliefert zu haben. Bernd Küppers bleibt jedoch bei seiner Behauptung, ihn dort gesehen zu haben. Wie sich herausstellt ist „Pik“ der Dealer, der Willbrands Tochter Drogen verkauft hatte. Er beteuert aber, ihr nur einwandfreien „Stoff“ besorgt zu haben. Seit ihrem Tod fühle er sich verfolgt und bedroht, was auch der Grund dafür gewesen sei, sich mit einem Messer gegen den ihm unbekannten Polizeichef zur Wehr gesetzt zu haben.
Während der Ermittlungen verschwindet plötzlich Michaela Warfmann, in deren Haus die Party stattgefunden hatte, bei der Ines Willbrand zu Tode kam. Am nächsten Tag wird Warfmann tot in einer Hüpfburg am Strand gefunden. Die Tötungsart lässt auf denselben Täter schließen wie beim ersten Opfer und lässt keinen Zweifel daran, dass die Morde mit dem Tod des jungen Mädchens zu tun haben, zumal nun auch noch der Freund von Ines Willbrand erhängt aufgefunden wird. Diesmal finden die Ermittler einen Zettel mit der Botschaft: „Sie sind Schuld, dass Ines sich umgebracht hat.“ Klaasen hat inzwischen herausgefunden, dass Christoph Willbrand nicht der leibliche Vater von Ines war, sondern Bernd Küppers. Er war nach Ostfriesland gereist, als er vom Tod seiner Tochter aus der Presse erfahren hatte. Auf Klaasen hat Küppers schon von der ersten Begegnung an bedrohlich gewirkt, aber für eine Festnahme fehlen belastbare Beweise. Durch eine gezielte Vernehmung erhofft sie, ihn zu einem Geständnis bewegen zu können. Doch er dreht den Spieß nun um und meint, auch sie werde lernen wie es sei, die Qualen zu erleben, die er durchgemacht habe. Erschrocken muss die Kommissarin feststellen, dass Küppers ihren Sohn Eike in seine Gewalt gebracht hat. Da er nicht gesteht, greift sie zu einer List und bringt ihn dazu, zu verraten, wo Eike gefangen gehalten wird. Nach einigem Suchen kann ihr Sohn befreit werden.

## Dreharbeiten
Die Dreharbeiten für Ostfriesenfeuer erfolgten vom 12. Oktober bis zum 12. Dezember 2021 in Norden und Norddeich, sowie Aurich und Umgebung. Es ist die zweite Folge mit Picco von Groote als Kriminalhauptkommissarin Ann Kathrin Klaasen.

## Rezeption

### Einschaltquote
Bei der Erstausstrahlung am 27. Mai 2023 wurde Ostfriesenfeuer in Deutschland von 6,06  Millionen Zuschauern gesehen, was für das ZDF einem Marktanteil von beachtlichen 28,6 Prozent entsprach.

### Kritik
Martina Kalweit schrieb für Tittelbach.tv, dass diese achte Romanverfilmung sich „ein weiteres Stück von ihren düsteren Anfängen hin zur Krimiunterhaltung mit familiärem Touch“ entferne. „Noch mehr menschelt es in einem parallelen Erzählstrang um Kripo-Chef Ubbo. Dazwischen bringen wütende Verdächtige in knapp limitierter Präsenzzeit etwas Pep in die Story. Die Ostfriesenreihe ist nicht mehr das, was sie war, will aber mehr sein als Backsteingotik und Schaf auf dem Deich.“
Bei quotenmeter.de kritisierte Christian Lukas: „‚Ostfriesenfeuer‘ wirkt nie wirklich rund. Der Kriminalfall ist simpel, die emotionale Extremsituation der Hauptfigur ist ein Zeitschinder. Dieses Feuer ist eher eine wenig zündende Angelegenheit.“ „Das Problem besteht darin, dass das alles letztlich so vorhersehbar ist, dass sich mit dieser Mordgeschichte keine 90 Minuten Handlung füllen lassen. Also braucht es einen persönlichen Touch, ein Momentum, das über den reinen Ermittlungsakt hinausgeht.“
Oliver Armknecht von film-rezensionen.de wertete: Diese Episode „fängt zwar ganz vielversprechend an, wenn am Strand eine verbrannte Leiche gefunden wird. Doch obwohl hier mehr in die Morde investiert wird als bei anderen TV-Krimis, richtig spannend ist das Ergebnis nicht, was Geschichte wie Ensemble anzukreiden ist.“
Für prisma.de urteilte Martina Maier: „2017 begann das ZDF mit den TV-Verfilmungen der Krimireihe. Wie seine Vorgänger ist ‚Ostfriesenfeuer‘ fesselnde Unterhaltung mit reichlich norddeutschem Lokalkolorit und viel Raum für die Figuren. Dabei darf auch Chaos-Cop Rupert (Barnaby Metschurat) nicht fehlen, der die Ermittlungen mit großem Ego und überschaubaren Fähigkeiten wie üblich erschwert.“